# Wasco (Oregon)
Wasco – miasto w Stanach Zjednoczonych, w stanie Oregon, w hrabstwie Sherman.